# Környezettan
A környezettan a természettudományok körébe tartozik. A környezettan alapszak képzési célja, hogy a hallgatók az elméleti és gyakorlati ismeretek elsajátítása során átfogó, korszerű természettudományos szemléletmódot szerezzenek, valamint matematikai, informatikai, kémiai, fizikai, földtudományi és biológiai ismereteik birtokában képesek legyenek a környezettudomány alkalmazott szintű művelésére. Az oktatás részeként a hallgatók megismerkednek a környezettudományi elméletek, paradigmák, elvek gyakorlati alkalmazásával, az emberi környezetben, a Föld felszíni és felszínközeli szféráiban lejátszódó folyamatokkal. A képzés alatt a hallgatók alkalmassá válnak a környezet- és természetvédelem, az ipar, mezőgazdaság, erdőgazdaság, vízügy, egészségügy, települési önkormányzatok területén jelentkező környezettudományi szakképzettséget igénylő feladatok megoldására, környezettudományhoz kapcsolódó alap- és alkalmazott kutatói feladatok ellátására. A képzés során a hallgatók környezetbiológia-limnológia, környezetkémia, környezetkutató, környezettan tanári, technikatanári, geofizikai, meteorológiai, geológiai, geográfiai szakirányok közül választhatnak.
Környezettan alapszak oktatása a Debreceni Egyetemen, az Eötvös Loránd Tudományegyetem, az Eszterházy Károly Főiskolán, a Nyíregyházi Főiskolán, a Nyugat-magyarországi Egyetemen, a Pannon Egyetemen, a Pécsi Tudományegyetemen, a Szegedi Tudományegyetemen és a Wesley János Lelkészképző Főiskolán folyik.